# Si-phon
Si-phon（サイフォン）とは、大星株式会社（長崎市）が展開しているゲームブランドである。代表者は谷村勝一郎。主に歴史素材のストラテジーゲーム/ウォー・シミュレーションゲームを手がけ、デジタル・アナログ両分野で展開している。かつてはWindowsパッケージ製品を開発・販売していたが、2014年以降に開発されたアプリは、Android、iOS、Windows、FireOSにて配信されている。なお、ロゴや製品のクレジット表記では「Si-phon」とアルファベットと記号で表記されているが、2021年1月7日に執り行われた鈴木銀一郎の葬儀における献花名札の名称は「大星株式会社 ソフトウェア事業部 サイフォン 代表 谷村勝一郎」とカタカナで表記されていた。

## 概要
2008年12月に『空母決戦』を発表し、2009年3月に発売。その後は戦国時代、源平時代のWindowsゲームを発売した後、アナログゲームへ進出。こちらはソリティアシステムという一人プレイのゲームシステムで展開した。このシリーズは、デジタル化（アプリ移植）を前提とするシリーズであるとされているが、2014年12月現在、『信玄上洛』のみがデジタル化されている。このアナログ版がサイフォンボードゲーム、デジタル版はサイフォンデジタルアプリというシリーズ名で展開している。その他にムックの制作も独自展開しており、これとの抱き合わせ商材も販売している。過去には、復刻された鈴木銀一郎のアナログゲーム『日本機動部隊』（国際通信社）とのバンドル商材『空母決戦〜発売一周年記念特別限定版〜』も販売していた。
2014年からは国際通信社の中黒靖および同社が持つコマンドマガジンと共に、こまあぷというシリーズを展開している。こちらはサイフォンボードゲームとサイフォンデジタルアプリを小型化した形式を採用している。同様のシリーズとして、2015年よりソロプレイに特化したソロアプを追加した。

## 沿革
- 2006年06月01日 オフィシャル情報では設立時は大星株式会社ソフトウェア事業部とされている。
- 2007年05月27日 PCゲーム事業(サイフォン)開始。オフィシャル情報ではこの時点でサイフォンとされる。
- 2009年01月21日 サイフォン通販部設立。
- 2009年02月03日 サイフォン広報部設立。
- 2009年11月09日 サイフォン編集部設立。
- 2012年01月21日 サイフォン開発管理部設立。
- 2012年12月16日 Google Playアカウント：Si-phonApp開設。
- 2013年03月01日 iTunes Storeアカウント：SiphonApp開設。
- 2014年04月01日 こまあぷ(アプリ)事業開始。
- 2015年04月01日 ソロアプ(アプリ)事業開始。
- 2015年08月20日 WindowsStoreアカウント：Si-phonApp開設。
- 2019年03月23日 Amazanアプリストアアカウント：Si-phonApp開設。

## タイトル
- 2009年03月06日 『空母決戦〜米英への挑戦状〜』
- 2009年05月22日 『空母決戦Ver1.5〜二大海戦追加版〜』
- 2009年11月20日 『空母決戦Ver2.0〜日本機動部隊の戦い〜』『空母決戦キャンペーンシナリオキット』『空母決戦Ver2.0withキャンペーンシナリオキット』
- 2010年03月26日 『空母決戦Ver2.0〜発売一周年記念特別限定版〜』
- 2010年09月30日 『戦ノ国〜もののふ絵巻〜』
- 2011年04月22日 『ゲーム視点から見た空母の戦い〜空母決戦と日本機動部隊〜』『空母決戦Ver2.0〜攻略本パック〜』『空母決戦Ver2.0withキャンペーンシナリオキット〜攻略本パック〜』
- 2011年05月20日 『源平争乱〜将軍への道〜』『Si-phonPack戦ノ国・空母決戦』『Si-phonPack戦ノ国・源平争乱』
- 2011年12月09日 『信玄上洛〜武田の御旗を打ち立てよ〜』
- 2012年03月16日 『太平洋決戦〜全軍突撃せよ〜』
- 2012年12月27日 『信玄上洛デジタルアプリ版forAndroid』
- 2013年04月21日 『信玄上洛デジタルアプリ版foriOS』
- 2013年11月29日 『ゲーム視点から見た戦国の武士団〜信玄上洛と信長包囲網〜』『信玄上洛デジタルアプリ版forWin』『信玄上洛デジタルアプリ版forWinwithEditor』『信玄上洛デジタルアプリ版forWin初回限定パック』
- 2014年04月21日 『ガサラの戦い‐Battle of Gazala‐』
- 2014年06月20日 『空母決戦1942‐CARRIER DUEL in the PACIFIC‐』
- 2014年11月26日 『桶狭間の戦い‐Drive on Okehazama-』
- 2015年03月20日 『総統指令‐Unternehmen BARBAROSSA‐』
- 2015年10月02日 『しまにょ艦隊‐謎の国籍不明潜水艦を撃沈せよ‐』
- 2016年02月12日 『百年戦争‐The Hundred Years' War‐』
- 2016年06月27日 『薔薇戦争‐Wars of The Roses‐』
- 2017年06月07日 『姉川の戦い－ならず者、織田信長を討ち取れ－』
- 2020年02月17日 『ロンメル1942‐Refrain at the battle for North Africa‐』
- 2020年03月06日 『ほえろ！大和堆～薄汚い密漁船相手にガンガンいこうぜ～』
- 2020年03月30日 『アウステルリッツの戦い‐The Battle of Austerlitz‐』
- 2020年06月26日 『ワーテルロー戦役‐The Days at Emperor's Last Campaign‐』
- 2020年09月16日 『ドイツポーランド戦役‐Case of the campaign by Napoleonic kernel‐』
- 2020年11月02日 『 オーストリア戦役‐Deep breath at the wheel of Donau side‐』
- 2021年03月06日 『デミヤンスク包囲戦-Battle for Frozen Pocket at Demjansk-』

## 参考リンク
- Si-phon（サイフォン） 組織案内
- 大星株式会社 組織案内
- 4Gamer.net Si-phon関係記事リンク
- 4Gamer.net 空母決戦登場記事
- 4Gamer.net 鈴木銀一郎氏との対談記事
- 4Gamer.net ボードゲームとセット製品の記事
- 4Gamer.net こまあぷ登場記事
- コマンドマガジン こまあぷ登場記事
- 中黒靖氏BLOG こまあぷ登場記事